# Christine Ursula Klaus
Christine Ursula Klaus, geb. Rudolph, (* 15. Mai 1957 in Jena) ist Tierärztin und war eine deutsche Politikerin (SPD) sowie thüringische Landtagsabgeordnete.

## Leben und Beruf
Christine Klaus ist seit 1993 verheiratet und hat zwei Kinder. Nach dem Besuch der Polytechnischen Oberschule absolvierte sie eine dreijährige Berufsausbildung mit Abitur als Zootechnikerin/Rinderzucht. 1977 begann sie ein Studium zur Veterinärmedizinerin in Leipzig. Seit 1983 war sie wissenschaftliche Mitarbeiterin am Institut für bakterielle Tierseuchenforschung in Jena (heute Bundesinstitut für gesundheitlichen Verbraucherschutz und Veterinärmedizin). Im Jahr 1987 promovierte Christine Klaus und wurde 1990 Fachtierärztin Labor/Rinder. Nach ihrer Tätigkeit im Landtag nahm sie eine Tätigkeit als wissenschaftliche Mitarbeiterin im Institut für bakterielle Infektionen und Zoonosen auf.

## Politik
Klaus war 1990 Mitglied der ersten frei gewählten Volkskammer der DDR. Von 1990 bis 2004 war sie Mitglied des Thüringer Landtags. Sie war stellvertretende Landesvorsitzende der SPD Thüringen.